# Karl August von Hardenberg
Karl August Freiherr von Hardenberg (Essenrode, 31 de maio de 1750 — Gênova, 26 de novembro de 1822) foi um estadista prussiano, ministro das relações exteriores (1804-1806) e chanceler de Estado (1810-1822).